# François Rothen
Pour les articles homonymes, voir Rothen.
François Rothen, né le 17 mars 1936 à Lausanne et mort le 17 février 2023, est un physicien, universitaire et écrivain vaudois.

## Biographie
François Rothen étudie la physique à l'Université de Lausanne, où il obtient successivement une licence puis un doctorat.  Sa thèse intitulée Supraconductivité et potentiels électromagnétiques est publiée en 1967. Après un stage à l'Université de Marburg (Allemagne), il revient à l'Institut de physique expérimentale de l'Université de Lausanne où il est nommé professeur ordinaire en 1975. 
Dès lors, il accomplit de fréquents séjours à l’Université de Paris-Sud, centre d’Orsay. Ses recherches ont successivement pour objet la supraconductivité, les cristaux liquides et l'étude de la morphogenèse. Il s'intéresse depuis toujours à l'astronomie et à l'histoire des sciences. Il prend sa retraite en 2001 et se consacre à l'écriture d'ouvrages de vulgarisation et d'histoire des sciences, comme Surprenante gravité paru en 2009.
En 2009, François Rothen fait paraître aux Éditions L'Âge d'Homme un premier roman Les Jumeaux de Neptune.

## Publications
- Physique générale : La physique des sciences de la nature et de la vie, Lausanne, Presses polytechniques et universitaires romandes, 1999[4].
- Et pourtant, elle tourne !, Lausanne, Presses polytechniques et universitaires romandes, 2004[5].
- Surprenante gravité, Lausanne, Presses polytechniques et universitaires romandes, 2009[6].
- Les Jumeaux de Neptune, Lausanne, Éditions L'Âge d'Homme, 2009[7].
- Aux limites de la physique : les paradoxes quantiques, Lausanne, Presses polytechniques et universitaires romandes, 2012[8].
- La face cachée de la lune : la science et les coïncidences, Lausanne, Presses polytechniques et universitaires romandes, 2014[9].
- La fascination des ailleurs : les chasseurs de planètes, Lausanne, Presses polytechniques et universitaires romandes, 2015[10].
- Quantum - Une histoire de l'atome, Lausanne, Presses polytechniques et universitaires romandes, 2018, 320 p. (ISBN 978-2889152117).
- Aléa - Les métamorphoses du hasard, Lausanne, Presses polytechniques et universitaires romandes, 2019, 294 p. (ISBN 978-2889152889).
- Les combats de la science - Racisme, créationnisme, spécisme, pensée magique... 500 ans de lutte contre l'obscurantisme, Lausanne, EPFL Press, 2022, 288 p.

## Sources
- « François Rothen », sur la base de données des personnalités vaudoises sur la plateforme « Patrinum » de la Bibliothèque cantonale et universitaire de Lausanne.
- PPUR - Rothen François
- art_P122_François Rothen, explorateur infatigable des grands mystères
- UNIL - Faculté des Sciences : Conscience
- François Rothen, 2004, Et pourtant, elle tourne !, Presses polytechniques et universitaires romandes, collection Focus Science
- François Rothen : Surprenante gravité